# Manuel de la Calva
Manuel de la Calva Diego (Barcelona; 15 de febrero de 1937) es un cantante y compositor español, conocido por ser integrante del Dúo Dinámico.

## Biografía
A la temprana edad de 20   años  comienza a trabajar como mecánico tornero en la empresa Elizalde S.A. y allí conoce a quien sería su pareja artística durante al menos cincuenta años, Ramón Arcusa. En la fiesta de Navidad de 1958 de la empresa, ambos cantaron juntos los temas Blanca Navidad (White Christmas) y Gondolier. Sería el inicio de su prolongada colaboración musical como Dúo Dinámico.
Ambos se convirtieron en los primeros ídolos de la música pop y pioneros del conocido como fenómeno fan en España y rodarían cuatro películas.
Es coautor de La, la, la, con el que España ganó el Festival de la canción de Eurovisión en 1968, con la interpretación de Massiel. Su faceta de compositor se completa, de nuevo junto a Arcusa, con algunos de los más famosos temas interpretados por Julio Iglesias como Soy un truhan, soy un señor y Me olvidé de vivir.
En 2006 intervino en el concurso de TVE ¡Mira quién baila!.